# GMF Vie
La GMF Vie est la filiale assurance vie de la GMF, elle a été créée en 1979.

## Historique
- 1979 : Lancement de l'activité d'assurance-vie de la GMF avec Ticket 1000, un contrat d'assurance-vie à prime unique. Jean-Pierre Bégon-Lours devient le premier Directeur Général de GMF Vie.
- 1983 : Lancement du produit Temps 9, produit d'épargne destiné à la retraite.
- 1985 : Maurice Cognard[2] devient Directeur Général de GMF Vie. Création de l’association nationale des souscripteurs de la GMF Vie (ANS GMF VIE) le 10 mai 1985.
- 1986 : Lancement du produit Ticket Croissance, contrat à prime unique.
- 1988 : Philippe Mathouillet devient Directeur Général de GMF Vie.
- 1991 : Christian Baudon prend la direction Générale de GMF Vie. Lancement de 3 contrats de prévoyance : Capital Relais, Sérénitude  et Plan Jeunesse.
- 1993 : Le groupe AZUR et le groupe GMF se rapprochent pour former le groupe AZUR-GMF, dont GMF Vie est filiale.
- 1997 : Obtention de sa première certification de services ISO 9002 (version 1994) pour toute son activité de gestion et de traitement des ordres clients à distance, sur l'ensemble des contrats d'épargne et de prévoyance.
- 1999 : Partenariat entre le Groupe GMF et Ethias, première mutuelle belge, dans Les Assurances mutuelles d'Europe, pôle mutualiste européen.
- 2000 : Lancement des Services Patrimoniaux avec la mise en place d'une équipe de conseillers spécialisés.
- 2002 : La signature institutionnelle devient « GMF, assurances et services financiers ». Lancement d’un nouveau service Donation.
- 2003 : Christian Baudon quitte la direction Générale pour rejoindre le Groupe GMF en qualité de Directeur Général Délégué et Directeur Assurances France d'Azur-GMF. Joaquim Pinheiro devient Directeur Général. Certification ISO 9001 [3] (version 2000) sur l'activité Vie et Prévoyance individuelle. Premiers « chats » en ligne avec des spécialistes GMF Vie.
- 2005 : Rapprochement avec MAAF-MMA et adhésion à Covéa, "Société de Groupe d’Assurance Mutuelle". Le président de la GMF, Thierry Derez, devient également président de la MAAF[4]. La GMF rejoint de nouveau le GEMA, tout en restant adhérente à la FFSA[5]
- 2007 : La GMF, MAAF et MMA ont désormais le même PDG[6], réunies sous la bannière Covéa. Naissance du site Internet mobile gmffinances.fr[7]
- 2008 : Nomination de Didier Ledeur à la Direction Générale de GMF Vie. Lancement du premier dispositif d'adhésion en ligne entièrement dématérialisé pour le contrat de prévoyance Accolia[8].

- 2009 : Bureau Veritas renouvèle la certification ISO. GMF VIE fête ses 30 ans et organise un concours visant à encourager les d’actions permettant d’améliorer la vie des autres [9]. 5 000 euros sont remis à l’association Danirosa pour un projet de création de sanitaires dans un collège de jeunes filles en Inde. Lancement de la souscription et des versements en ligne pour les principaux contrats d'épargne GMF Vie[10].
- 2010 : Création d'un espace sociétaire mobile  sur gmffinances.fr accessible depuis tous les smartphones.
- 2011 : Lancement du contrat d'assurance emprunteur Prêtiléa[11].
- 2012 : Lancement du site Conseils en Patrimoine www.gmf-conseilpatrimoine.fr, site Internet consacré à la gestion de patrimoine[12]

## Historique des dirigeants
Jean-Pierre Bégon-Lours : Directeur Général de 1979 à 1985
Maurice Cognard : Directeur Général de 1985 à 1988
Philippe Mathouillet : Directeur Général de 1988 à 1991
Christian Baudon : Directeur Général de 1991 à 2003
Joaquim Pinheiro : Directeur Général de 2003 à 2008
Didier Ledeur : Directeur Général depuis 2008.